# Station Ustroń Polana
Station Ustroń Polana is een spoorwegstation in de Poolse plaats Ustroń.